# Унтрасрид
Унтрасрид (њем. Untrasried) општина је у њемачкој савезној држави Баварска. Једно је од 45 општинских средишта округа Осталгој. Према процјени из 2010. у општини је живјело 1.526 становника. Посједује регионалну шифру (AGS) 9777176.

## Географски и демографски подаци
Унтрасрид се налази у савезној држави Баварска у округу Осталгој. Општина се налази на надморској висини од 819 метара. Површина општине износи 25,8 km². У самом мјесту је, према процјени из 2010. године, живјело 1.526 становника. Просјечна густина становништва износи 59 становника/km².